# حسين أباد (كوهباية)
حسين أباد هي قرية في مقاطعة أصفهان، إيران. في تعداد عام 2006، لوحظ وجودها، ولكن لم يتم الإبلاغ عن سكانها.